# Вулиця Каштанова (станція метро)
50°30′14.30″ пн. ш. 30°34′48.54″ сх. д. / 50.5039722° пн. ш. 30.5801500° сх. д.
«Ву́лиця Кашта́нова» — проєктована станція першої черги Лівобережної лінії та майбутніх черг Подільсько-Вигурівської лінії Київського метрополітену, розташована між станціями «Вулиця Драйзера» («Вулиця Рональда Рейгана») і «Проспект Ватутіна» («Проспект Романа Шухевича»).
За проєктом повинна бути побудована трохи південніше від нинішньої станції «Каштанова» Лівобережного швидкісного трамваю, уздовж вулиці Оноре де Бальзака близько перетину з Каштановою вулицею.
За конструкцією станція запроєктована наземною, колонною, з острівною платформою довжиною 126 м і шириною 10 м. На станції буде два вестибюлі, пов'язаних з посадочної платформою сходами. Вхід пасажирів на станцію і вихід зі станції — по побудованому пішохідному містку і критим пандусам. Для пасажирів з обмеженими фізичними можливостями в кожному вестибюлі передбачено встановлення ліфта.
Перегін до станції «Проспект Ватутіна» наземний, критий, довжиною 1077 м. У середині перегону передбачено будівництво пішохідного містка над коліями.
Проєктний строк будівництва дільниці першої черги Лівобережної лінії від станції «Вулиця Милославська» до станції «Проспект Ватутіна» з електродепо «Троєщина» — 48 місяців, але не пізніше 2020 року.